# Deacetossicefalosporina-C sintasi
La deacetossicefalosporina-C sintasi è un enzima appartenente alla classe delle ossidoreduttasi, che catalizza la seguente reazione:
penicillina N + 2-ossoglutarato + O2 ⇄ deacetossicefalosporina C + succinato + CO2 + H2O
L'enzima fa parte della via di biosintesi della penicillina.